# Eutaxia moreirai
Eutaxia moreirai är en insektsart som beskrevs av Green 1926. Eutaxia moreirai ingår i släktet Eutaxia och familjen skålsköldlöss. Inga underarter finns listade i Catalogue of Life.